# سعاد زهير
سعاد زهير (وُلدت عام 1925 وتُوفيّت عام 2000) كانت كاتبة مصرية عملت في مجلّة روز اليوسف التي نشرت العديد من رواياتها في شكل سلاسل.
سعاد زهير ابنةُ مدرس لغة إنجليزية وصحفي، حيثُ وُلدت في الرحمانية. أكملت دراستها الثانوية عام 1938 لكنها لم تتمكّن من إكمال دراستها الجامعية بسبب الأثر المالي لوفاة والدها. سُجنت بسبب نشاطها السياسي عام 1948.

## الحياة الشخصية
سعاد زهير هي والدة الكاتب المسرحي المصري البارز لينين الرملي.

## قائمة أعمالها
هذه قائمةٌ بأبرز أعمال الكاتبة المصريّة سعاد زهير:
- اعترافات امرأة مسترجلة (رواية صدرت عام 1960)[12][13]
- خطاب إلى رجل عصري (رواية صدرت عام 1994)[14]